# Abraham de Verwer

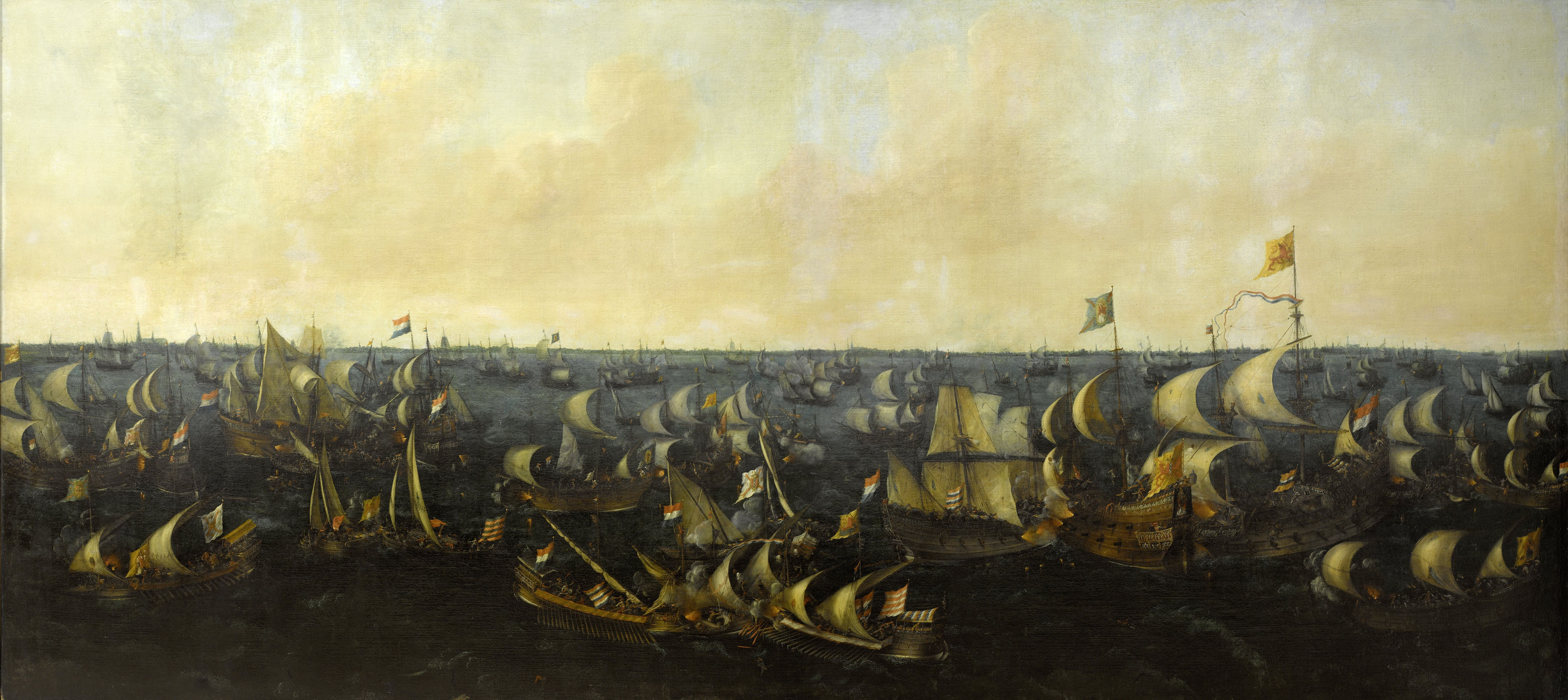
Bitwa w zatoce Zuider Zee, Rijksmuseum, 1621

Abraham de Verwer znany też jako Abraham de Verweer van Burghstrate (ur. ok. 1585 prawdopodobnie w Haarlemie, zm. 19 sierpnia 1650 w Amsterdamie) – holenderski malarz barokowy.
Mało znany artysta aktywny w Amsterdamie i podejmujący głównie tematykę marynistyczną. Początkowo tworzył pod wpływem Hendricka Vrooma a później Jana Porcellisa. W latach 1637–1639 przebywał w Paryżu i północnej Francji. Malował klasyczne miriny i przedstawienia fantastycznych bitew morskich. Jego syn, Justus de Verwer (1625/26-1688) także został malarzem i kontynuował zainteresowania ojca, natomiast córka Catharina (ok. 1618-1684) była poetką i żoną malarza Christiaana Dusarta (1618-1682).
Obrazy malarza są rzadko spotykane, kilka prac znajduje się m.in. w National Maritime Museum w Greenwich i Rijksmuseum w Amsterdamie. Muzeum Narodowe w Warszawie posiada obraz Widok morza z portem w głębi, który jest przypisywany Verwerowi.